# Praveen Nischol
Praveen Nischol ou Pravin Nischol né le 7 novembre 1948 à Delhi, est un producteur et réalisateur indien de Bollywood.

## Filmographie
- Contract (2008) (producteur)
- Sarkar Raj (2008) (producteur)
- Ram Gopal Varma Ki Aag (2007) (producteur)
- Marigold (2007) (producteur)
- English Babu Desi Mem (1996) (producteur, réalisateur)